# آرتور زبورزیل
 آرتور زبورزیل (انگلیسی: Arthur Zborzil؛ زاده ۱۵ ژوئیهٔ ۱۸۸۵ درگذشته ۱۵ اکتبر ۱۹۳۷) یک تنیس‌باز اهل اتریش بود. 